# Masai Ujiri
Masai Ujiri, né en 1970 à Zaria, au Nigeria, est un dirigeant nigérian de basket-ball. Il est actuellement manager général des Raptors de Toronto.

## Carrière
Masai Ujiri est recruteur pour les Nuggets de Denver de 2003 à 2007. Il rejoint les Raptors de Toronto en tant que directeur du recrutement, puis devient le manager général de l'équipe entre 2008 et 2010, avant de prendre le poste de manager général des Nuggets de Denver en 2010. Il est nommé meilleur dirigeant de NBA lors de la saison 2012-2013 à la suite de l'exceptionnelle saison réalisée par son équipe qui décroche le meilleur bilan de son histoire. Mais les Nuggets étant éliminés dès le 1er tour des playoffs par les Warriors de Golden State à la surprise générale, Ujiri quitte le Colorado et retourne à Toronto où il redevient le manager général des Raptors. En gagnant le titre 2019 avec Toronto, il devient le premier non-américain à ses fonctions à être couronné dans la grande ligue de basket américaine.
Masai Ujiri est  impliqué dans la lutte contre le racisme.
Masai a été joueur, notamment au BC Estaimpuis en Belgique où il était apprécié de tous.